# Arrows A5
Der Arrows A5 ist ein Formel-1-Rennwagen des ehemaligen britischen Motorsportteams Arrows, der zu einzelnen Rennen der Weltmeisterschaft 1982 an den Start ging. Das Auto war dem erfolgreichen Williams FW08 nachempfunden. Der als Übergangsmodell gedachte A5 war ein Einzelstück; er bildete die technische Basis für seinen Nachfolger A6, der 1983 erschien.

## Entstehungsgeschichte
Das 1978 gegründete Team Arrows hatte in den Jahren 1980 und 1981 den von Dave Wass entwickelten A3 mit Cosworth-Saugmotor eingesetzt und mit ihm 10 bzw. 11 Weltmeisterschaftspunkte erzielt, woraus die Plätze 7 (1980) und 8 in den Konstrukteursmeisterschaften resultierten. Für 1982 brachte Arrows zum Jahresbeginn das vom A3 abgeleitete Modell A4 heraus, das wiederum einen Saugmotor hatte und sich gegenüber den deutlich leistungsstärkeren Konkurrenzfahrzeugen mit Turbomotoren schwertat. Seine Fahrer Brian Henton und Mauro Baldi scheiterten bei einigen Rennen in der Qualifikation; bis zum Spätsommer hatten sie und der Schweizer Marc Surer, der Henton ab Belgien ersetzte, mit dem A4 lediglich 6 Weltmeisterschaftspunkte erzielt.
Im Frühjahr 1982 begann das Team mit der Entwicklung eines Nachfolgemodells, das sich von den bisherigen Arrows-Konstruktionen absetzen sollte. Konzeptionelles Vorbild war der erfolgreiche FW08 von Williams, dessen Fahrer Keke Rosberg während der gesamten Saison 1982 einer der Weltmeisterschaftsfavoriten war und letztlich auch den Titel gewann. Der A5 war Ende August 1982 einsatzbereit. Arrows baute nur ein Exemplar, das bei drei Weltmeisterschaftsläufen an den Start ging und parallel zum A4 eingesetzt wurde. Für die Saison 1983 wurde die Konstruktion des A5 zum A6 weiterentwickelt. Der größte Unterschied zwischen beiden Autos war der flache Unterboden des A6. Marc Surer hielt den A5 für vielversprechend; das Auto war für ihn ein wesentlicher Grund, sich auch 1983 bei Arrows zu verpflichten.
Der einzige A5 wurde im Laufe des Winters 1982/83 zum ersten A6 umgebaut; spätere Eigentümer rüsteten das Auto wieder auf die A5-Spezifikation zurück.

## Technik

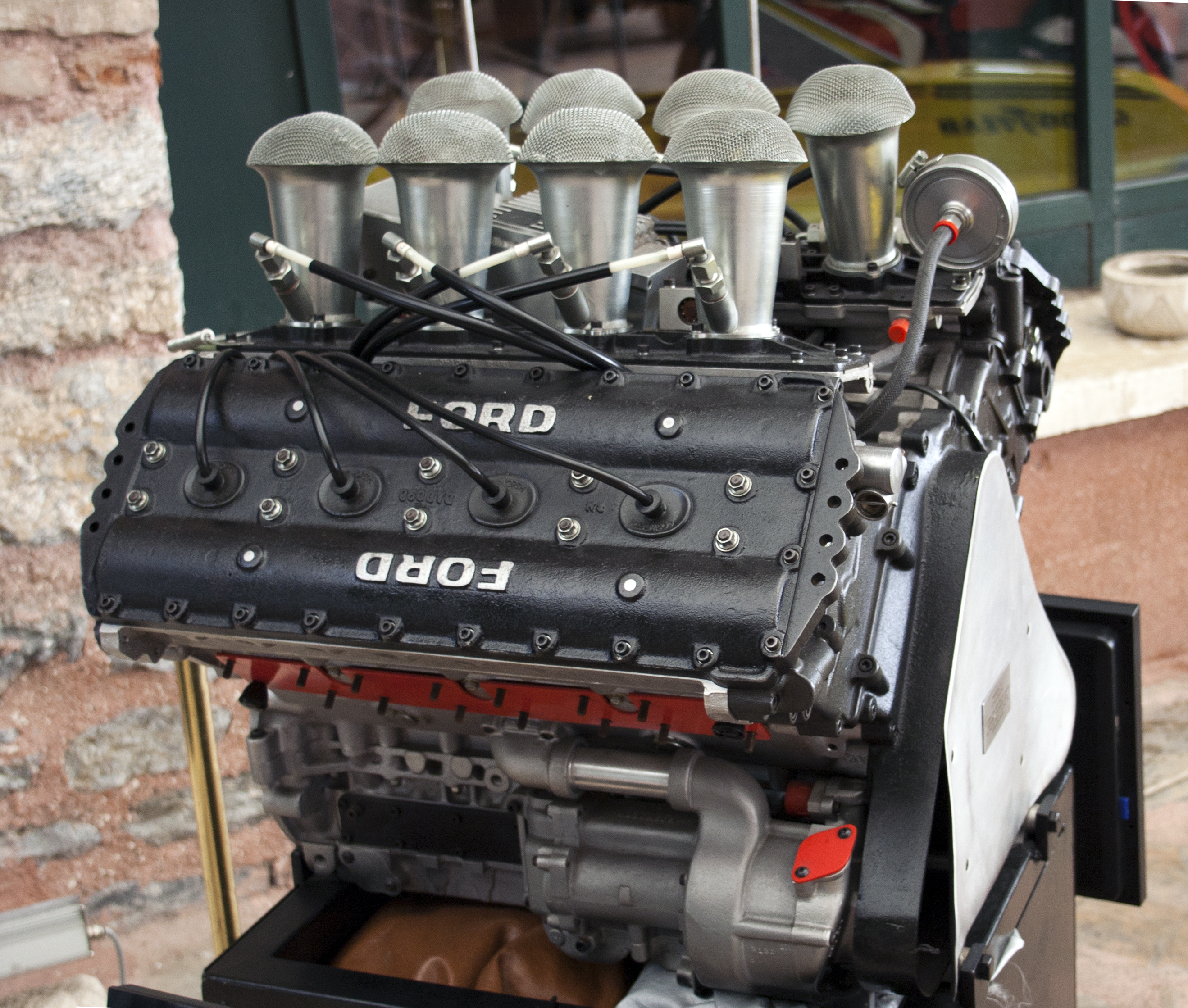
Cosworth DFV

Der Arrows A5 hat ein Monocoque aus Aluminiumblechen. Die Grundkonstruktion des Monocoque folgt weitestgehend dem Williams FW08, allerdings verzichtete Arrows aus finanziellen Gründen auf die Verwendung von Kunststoffen, die im FW08 zum Einsatz kamen. Auch die Radaufhängung ist der des FW08 nachempfunden. Wie dieser, hat er vorn und hinten eine Doppelquerlenkerachse mit Schubstreben. Der Unterboden des A5 enthält – wie alle Autos des Jahres 1982 – Flügelprofile, die einen Ansaugeffekt auslösen. Weil sie mit Beginn der Saison 1983 verboten wurden, installierte Arrows am Nachfolgemodell A6 einen flachen Unterboden.
Der Arrows A5 wird von einem 3,0 Liter großen Achtzylinder-Saugmotor von Cosworth (Baureihe DFV) angetrieben. Der DFV war 1982 der einzige frei verfügbare Kundenmotor und der am weitesten verbreitete Motor in dieser Saison, galt aber zugleich als der leistungsschwächste Motor. Weil Arrows hoffte, 1983 durch Vermittlung von Marc Surer einen Turbomotor von BMW zu erhalten, war der A5 so ausgelegt, dass er (in der A6-Konfiguration) auch den aufgeladenen Vierzylindermotor aufnehmen konnte. Daraus wurde letztlich nichts; Arrows erhielt erst Mitte 1984 die ersten Turbomotoren, die dann in den neuen A7 eingebaut wurden.
Arrows gab das Gewicht des A5 mit 540 kg an; damit ist er etwa 40 kg leichter als sein Vorgänger A4.

## Lackierung
Der Arrows A5 war weiß und orangefarben lackiert. Größte Sponsoren waren die Skischuh-Marke Nordica sowie Ragno, ein Hersteller von Keramikfliesen aus der italienischen Stadt Sassuolo, der das Team bereits in der Saison 1981 unterstützt hatte.

## Renneinsätze
Der Arrows A5 debütierte am letzten August-Wochenende 1982 beim Großen Preis der Schweiz im französischen Dijon-Prenois. Fahrer war Marc Surer. Während sein Teamkollege Mauro Baldi im alten A4 die langsamste Trainingszeit fuhr und sich nicht qualifizierte, erreichte Surer im A5 den 14. Startplatz. Im Qualifikationstraining war er auf seiner besten Runde fast drei Sekunden schneller als Baldi; seine Höchstgeschwindigkeit lag 10 km/h über der seines Teamkollegen. Im Rennen fuhr Surer bis auf Platz 11 vor. Dann wurde ein längerer Boxenstopp nötig, bei dem eine Seitenschürze gewechselt werden musste. Am Ende lief Surer als Fünfzehnter ins Ziel ein. Beim anschließenden Rennen in Italien ging der A5 an Baldi, der sich für die vorletzte Startreihe (Platz 24) qualifizierte. Surer ging im alten A4 von Platz 19 ins Rennen; die besten Rundenzeiten beider Fahrer lagen etwa 0,6 Sekunden auseinander. Während Surer im Rennen nach 28 Runden mit einem Motordefekt ausfiel, kam Baldi mit drei Runden Rückstand als Zwölfter und Letzter ins Ziel. Beim letzten Rennen des Jahres in Las Vegas fuhr wieder Surer den A5. Er qualifizierte sich für Startplatz 17 und beendete das Rennen knapp außerhalb der Punkteränge auf Platz sieben.

## Resultate
| Saison | Fahrer      | Nummer | 1 | 2 | 3 | 4 | 5 | 6 | 7 | 8 | 9 | 10 | 11 | 12 | 13 | 14 | 15 | 16 | Punkte | Rang |
| ------ | ----------- | ------ | - | - | - | - | - | - | - | - | - | -- | -- | -- | -- | -- | -- | -- | ------ | ---- |
| 1982   |             |        |   |   |   |   |   |   |   |   |   |    |    |    |    |    |    |    | 0      | 10   |
| 1982   | Marc Surer  | 29     |   |   |   |   |   |   |   |   |   |    |    |    |    | 15 |    | 7  | 0      | 10   |
| 1982   | Mauro Baldi | 30     |   |   |   |   |   |   |   |   |   |    |    |    |    |    | 12 |    | 0      | 10   |